# 安島亀太郎
安島 亀太郎（あじま かめたろう、安政3年4月11日（1856年5月14日） - 没年不詳）は日本の政治家。家系は安島氏。父は茨城県多賀郡関本村長・安島嘉蔵。茨城県多賀郡関本村議会議員。
茨城県多賀郡関本村大字山小屋に生まれる。1890年（明治23年）、家督を相続する。父の後を継ぎ、故郷の発展を志し、氏子総代檀家総代に選ばれて、基本財産の造成に尽力したという。1913年（大正2年）、関本村議会議員に当選したという。